# Franz Schmitt (homme politique, 1865)
Pour les articles homonymes, voir Schmitt.
Franz Schmitt (né le 24 mars 1865 à Riedenheim et mort le 11 juin 1941 à Wurtzbourg) est un homme politique allemand (BVP) et conseiller du commerce.

## Biographie
Après l'école primaire et l'Institut Fischer Realschule de Wurtzbourg, Schmitt est formé à l'école d'agriculture de Wurtzbourg. Il complète ensuite un apprentissage de banquier. De 1891 à 1922, Schmitt est copropriétaire du grossiste en céréales et aliments pour animaux Schmitt & Schuckert à Wurtzbourg. Il prend sa première fonction publique en tant que magistrat ou Conseil municipal de Wurtzbourg.
Après la Première Guerre mondiale, Schmitt rejoint le Parti populaire bavarois (BVP). Pour ce parti, il est élu 2e président du conseil de district de Basse-Franconie. De mai 1928 à septembre 1930, Schmitt siège également au Reichstag, dans lequel il représente la 26e circonscription (Franconie). En 1940, la ville de Wurtzbourg lui décerne la plaque de bronze de la ville.